# 偽りの旅路
『ジャーニー・トゥ・ザ・ロック』（Journey to the Rock）は、ダンジョンズ&ドラゴンズファンタジーロールプレイングゲームのBasic Setルール向けに、1984年にTSR社が出版したモジュールである。その製品番号はTSR 9106であった。
1988年には『偽りの旅路』（いつわりのたびじ）というタイトルで日本語版が出版された。

## 概要
Journey to the Rockは野外シナリオであり、最低限の野外用ルールが収録されている。 プレイヤーキャラクターは｢巨石｣の秘密を見つけ出すために雇われ、そこにたどり着くためには3つの可能な経路の内1つを選んで危険な地域を通り抜けねばならない。
リルドリウム・アルカイズという名のウィザードは、｢巨石｣の秘密を知ることを望み、それを見いだすためにキャラクターを雇う。

## 出版履歴
Journey to the Rockはマイケル・マローンが執筆し、カバーアートはラリー・エルモア担当で、32ページの小冊子と外装カバーという形式でTSRが1984年に出版した。本文イラストはダグ・ワトソンが担当した。
1987年、Bシリーズモジュールを再編集した大型モジュールB1-9 In Search of Adventureに収録された。
1988年11月、株式会社新和が日本語版を出版した。

## クレジット
デザイン:マイケル・マローン

編集:エドワード・G・ソレルス

カバーアート:ラリー・エルモア

本文イラスト:ダグ・ワトソン

グラフィックデザイン:ルース・ホイヤー

地図作成:デイビッド・S・｢ディーゼル｣・ラフォース
ISBN 0-88038-158-2

## 論評
- The V.I.P. of Gaming誌2号（1986年）
- http://www.rpg.net/news+reviews/reviews/rev_4121.html

## 大衆文化
このモジュールは2010年7月22日、ウェブサイトSomething Awfulで激しく風刺された。